# Обысов, Сидор Павлович
Сидор Павлович (Петрович) Обысов (февраль 1896 - 8 сентября 1937) — российский и советский военный деятель, участник Первой мировой войны и Гражданской войны в России.  Комбриг (1935). Краснознамёнец. По решению Военной коллегии Верховного суда СССР осуждён и расстрелян.

## Биография

### Начальная биография
Сидор Павлович Обысов. Русский. Член ВКП(б) с января 1920 г. Родился в феврале 1896 г. в деревне Фоминки Крапивенского уезда Тульской губернии в семье рабочего-текстильщика. 
Окончил высшее начальное училище, а затем техническое училище при Трехгорной мануфактуре Прохорова, получив специальность раклиста (ведущая специальность на текстильных печатных машинах). До военной службы — рабочий-текстильщик. 

### В РИА
В августе 1915 г, призван в армию и направлен в 191-й запасный пехотный батальон. Окончил учебную команду. Участник Первой мировой войны, В марте 1917 г. окончил Ораниенбаумскую школу прапорщиков. После школы служил во 2-м пулемётном полку (г. Петроград) в должности начальника пулемётной команды. 
После Февральской революции 1917 г. — член ротного и полкового комитетов, член Петроградского совета рабочих, крестьянских и солдатских депутатов. В 1917 г. окончил пулеметные курсы при Высшей офицерской стрелковой школе. 
Последние чин и должность в РИА — подпоручик, начальник пулемётной команды полка. После демобилизации из армии вернулся на работу в Трехгорную мануфактуру Прохорова.

### В РККА
В Красной армии с июня 1918 г. Участник Гражданской войны. Воевал на Южном фронте. В годы войны занимал должности: начальника 1-й Московской пулемётной школы, начальника пулемётной команды 21-го Московского советского полка (преобразованного затем в 123-й стрелковый полк). 
При ночном налете противника на хутор Угольской станицы Усть-Бузулукская в середине ноября 1919 г. попал в плен к белым. Был приговорен к расстрелу. При расстреле был ранен и чудом остался жив, 
В начале декабря 1919 г. возвратился в свой полк. С октября 1920 г. — слушатель Высшей школы штабной службы, которую окончил в марте 1921 г.

### После Гражданской войны
На ответственных командных и штабных должностях. В 1921—1924 гг. — слушатель основного факультета Военной академии РККА. 
После окончания академии назначен помощником начальника штаба 48-й Кашино-Тверской стрелковой дивизии. 
С октября 1924 г. — помощник начальника 1-го отдела Оперативного управления Штаба РККА. 
С сентября 1926 г. — помощник начальника 1-го отдела 1-го управления Штаба РККА. 
С октября 1927 г. — заместитель начальника того же отдела. 
В ноябре 1929 г. назначен командиром (с апреля 1930 г. и военным комиссаром) 32-го стрелкового полка . 
С января 1931 г. — и. д. заместителя начальника 1-го управления Штаба РККА. В мае 1932 г. утвержден в этой должности. 
С 1934 г. — заместитель начальника оперативного отдела Штаба РККА. 
Июнь 1935 — 18.07.1937 — командир и военный комиссар 80-й стрелковой дивизии.

### Арест, суд и расстрел
Арестован 18 июля 1937 г. Военной коллегией Верховного суда СССР 8 сентября 1937 г. по обвинению в участии в военном заговоре приговорен к расстрелу. Приговор приведен в исполнение. 
Определением Военной коллегии от 22 октября 1957 г. реабилитирован.

## Чины и звания
- Нижний чин (1914)
- Подпоручик 1917
- комбриг (Приказ НКО СССР от 28.11.1935 № 2488)

## Награды
- орден Красного Знамени (25.05.1936)>

## Память
- Его имя увековечено в Главном Храме Вооружённых сил России, и навсегда запечатлено на мемориале [ «Дорога Памяти»].